# Гривка (Брянская область)
Гривка — посёлок в Новозыбковском городском округе Брянской области.

## География
Находится в западной части Брянской области на расстоянии приблизительно 10 км на запад-северо-запад по прямой от районного центра города Новозыбков на левом берегу реки Ипуть.

## История
Возник в первой половине XX века, на карте 1941 года показан безымянным поселением. В советское время работал колхоз «Рекорд». До 2019 года входил в состав Старобобовичского сельского поселения Новозыбковского района до их упразднения.

## Население
Численность населения: 14 человек в 2002 году (русские 93 %), 13 в 2010.